# Tolga Karaçelik
Tolga Karaçelik (né le 19 mai 1981 à Istanbul, Turquie) est un réalisateur, scénariste, monteur et producteur de cinéma turc.

## Filmographie

### Comme acteur

#### Au cinéma
- 2010 : Gise Memuru : Tartisma Programi Sunucusu / Discussion Program Présentateur
- 2012 : Last Stop: Salvation

### Comme réalisateur

#### Cinéma
- 2010 : Rapunzel (court-métrage)
- 2010 : Gise Memuru
- 2011 : 60 Seconds of Solitude in Year Zero
- 2015 : Sarmasik
- 2018 : Kelebekler

#### Télévision

##### Séries télévisées
- 2013 : Bebek isi
- 2022 : Yakamoz S-245 (7 épisodes)

### Comme monteur

#### Cinéma
- 2010 : Rapunzel (court-métrage)
- 2010 : Gise Memuru

### Comme producteur

#### Cinéma
- 2010 : Rapunzel (court-métrage)
- 2010 : Gise Memuru
- 2018 : Kelebekler

### Comme scénariste

#### Cinéma
- 2010 : Gise Memuru
- 2015 : Sarmasik
- 2018 : Kelebekler

## Récompenses et distinctions
- (en) Tolga Karaçelik: Awards, sur l'Internet Movie Database
- 2015 : Festival international du film d'Antalya : Orange d'or du meilleur réalisateur